# Rosemary Lassig
Rosemary Lassig (Bundaberg, 8 agosto 1941 – 1º novembre 2017) è stata una nuotatrice australiana.
Specializzata nella rana, ha vinto la medaglia d'argento nella staffetta 4x100m misti alle Olimpiadi di Roma 1960.

## Palmarès
- Olimpiadi

Roma 1960: argento nella staffetta 4x100m misti.